# Abrahám Rostovský
Abrahám Rostovský rozený jako Iverk, křtěný Averkij (?, Galič, Kostromská oblast – 1073, Rostov, Jaroslavská oblast) byl ruský archimandrita a zakladatel Epifánského monastýru.

## Život
Narodil se v Galiči v Kostromské oblasti. Pokřtěný byl jménem Averkij. Ve Valaamě byl postřižen na monacha.
Abrahám si sám postavil chýši u jezera Nero, v kraji pohanských komunit, kde uctívali kamenný Veleský idol. Působil v klášteře nedaleko Rostova.
Dílo Život vypráví o jeho zázračném vidění apoštola Jana Evangelisty, který mu dal tyč převyšovanou křížem aby rozdrtil kamenný idol. Na jeho památku mu přepodobný Abrahám nechal postavit kostel. Podle vyprávění, křtil mnoho pohanů.
Na žádost Rostovského knížete byl Abrahám povýšen na archimandritu nového Epifánského monastýru. Ovlivnil zjevením Irenarcha Rostovského (později také svatořečeného), aby rozdal svůj majetek chudým.
Zemřel ve vysokém věku. Pohřben byl v chrámu Zjevení Páně v blízkosti kláštera ve kterém působil.